# أوتو (اسم)
أوتو هو اسم ألماني مذكر ولقب عائلي . نشأ هذا الاسم كصيغة مختصرة في اللغة الألمانية العليا القديمة من الأسماء الجرمانية، وله تنويعات منها Audo "أودو" و Odo "أودو" و Udo "أودو". وأصل الاسم هو من مقطع بادئ في بداية الأسماء الجرمانية وهو aud- ويعني ذلك المقطع الابتدائي "ثروة" و"ازدهار".. 
تم تسجيل الاسم بدءا من القرن السابع (وأول من حمل الاسم وتم تسجيله هو أودو ابن أورو، وهو أحد رجال حاشية زيجيبرت الثالث). وحمل هذا الاسم ثلاثة ملوك ألمان في القرن العاشر، أولهم أوتو الأول، وهو أول إمبراطور روماني مقدس، وهو مؤسس السلالة الأوتونية.
كانت الصيغة القوطية للمقطع الابتدائي في الأسماء الجرمانية هو auda- (مثل اسم الملك القوطي أودابيوس Audaþius). أما الصيغة الأنجلوساكسونية فكانت ead- (كما في اسم إيدموند Eadmund على سبيل المثال)، وكانت الصيغة الإسكندنافية القديمة آود auð- .
أما الاسم أوتيس فنشأ كاسم إنجليزي أول، وهو مشتق من كلمة "أوده" أي قصيدة، وهي تنويعة من الاسم أودو Odo وأوتو Otto.
وبسبب أوتو فون بسمارك، ارتبط الاسم أوتو بقوة بالإمبراطورية الألمانية في أواخر القرن التاسع عشر. واستخدم الاسم بشكل متكرر نسبيًا في الولايات المتحدة (في العائلات الأمريكية من أصل ألماني) خلال ثمانينيات وتسعينيات القرن التاسع عشر، وظل ضمن أكثر 100 اسم مذكر شعبية في الولايات المتحدة طوال الفترة من 1880 – 1898، لكن شعبيته انخفضت بصورة ملحوظة بعد عام 1900 مع زيادة المشاعر المعادية للألمان التي سبقت الحرب العالمية الأولى.
وانخفض الاسم إلى أقل من المرتبة 200 في عام 1919، وأقل من المرتبة 500 في عام 1947، وأقل من المرتبة 1000 في عام 1975؛ ثم عاد إلى قائمة أكثر 1000 اسم منتشر في الولايات المتحدة فقط في العقد الأول من القرن الحادي والعشرين، ليحتل المرتبة 696 اعتبارًا من عام 2013 

## شخصيات حملت الاسم

### العصور الوسطى
- أوتو (مدبر القصر) (توفي 643 أو 644)، مدبر قصر أستراسيا لفترة وجيزة في منتصف القرن السابع
- أوتو الأول، دوق ساكسونيا (851–912)
- السلالة الأوتونية
  - أوتو الأول، إمبراطور روماني مقدس (912–973)
  - أوتو الثاني، إمبراطور روماني مقدس (955–983)
  - أوتو الثالث، الإمبراطور الروماني المقدس (980–1002)
- أوتو الرابع، الإمبراطور الروماني المقدس (1175/1176–1218)
- أوتو بامبرغ (1060/1061–1139)، أسقف وقديس كاثوليكي
- أوتو من فريسينج (حوالي 1114–1158)، أسقف ومؤرخ

### العصر الحديث
- أوتو اليوناني (1815–1867)، ملك اليونان
- أوتو باريك (1933–2020)، لاعب ومدرب كرة قدم كرواتي
- أوتو، ملك بافاريا (1848–1916)، ملك بافاريا
- أوتو أدلر (1929–2014)، رئيس الجمعية اليهودية في رومانيا
- أوتو تي بانارد (1854–1929)، محامٍ ورجل أعمال ومحسن أمريكي
- أوتو كاريوس (1922–2015)، قائد دبابة ألماني وصيدلي
- أوتو ديلز (1876–1954)، كيميائي ألماني
- أوتو ديكس (1891–1969)، رسام وناشر ألماني
- أوتو داولينج (1881–1946)، الحاكم الخامس والعشرون لساموا الأمريكية
- أوتو فارانت، ممثل بريطاني
- أوتو فيشر (لاعب كرة قدم) (1901–1941)، لاعب ومدرب كرة قدم نمساوي.
- أوتو فلوتو (1863–1929)، صحفي رياضي أمريكي
- أوتو فورشنر (1902–1946)، قائد معسكر الاعتقال النازي الألماني. أعدم بتهمة جرائم الحرب
- أوتو فرانك (1889–1980)، رجل أعمال سويسري ألماني المولد، والد آن فرانك
- أوتو فروندليتش (1878–1943)، رسام ونحات ألماني
- أوتو جراهام (1921–2003)، لاعب كرة قدم أمريكي وكرة سلة محترف
- أوتو غراف لامبسدورف (1926–2009)، سياسي ألماني
- أوتو غروتيفول (1894–1964)، سياسي ألماني شرقي
- أوتو هان (1879–1968)، كيميائي ألماني
- أوتو هيرشمان (1877–1942)، الحائز على الميدالية الأولمبية النمساوية في المبارزة والسباحة
- أوتو هيندريش (2002-)، لاعب كرة قدم روماني
- أوتو كليمبيرر (1885–1973)، قائد أوركسترا وملحن ألماني المولد
- أوتو نوز (مواليد 1989)، دي جي سويدي
- أوتو كويفولا (مواليد 1998)، لاعب هوكي الجليد فنلندي
- أوتو كراوشار (1901–1989)، أكاديمي أمريكي
- أوتو كريتشمر (1912–1998)، قبطان سفينة حربية ألمانية في الحرب العالمية الثانية
- أوتو ليتشن (1887–1977)، سياسي أمريكي
- أوتو ليلينتال (1848–1896)، طيار ألماني
- أوتو لودفيج بيكمان (1856–1909)، لواء في المدفعية الساحلية السويدية
- أوتو ليبيك (1871–1947)، أميرال بالبحرية السويدية
- أوتو مالر (1873–1895)، ملحن بوهيمي-نمساوي، شقيق غوستاف مالر
- أوتو ميرز (1840–1931)، مهندس طرق وسكك حديدية روسي-أمريكي
- أوتو مول (1915–1946)، قائد عسكري ألماني من القوات الخاصة في معسكر اعتقال أوشفيتز؛ أعدم بتهمة جرائم الحرب
- أوتو أولندورف (1907–1951)، جنرال ألماني في قوات الأمن الخاصة ومشترك في الهولوكوست؛ أعدم بتهمة جرائم الحرب
- أوتو بيترسون (1960–2014)، ممثل كوميدي أمريكي
- أوتو بيترين (1912–1990)، قانوني سويدي، رئيس المحكمة العليا في السويد.
- أوتو بورتر (مواليد 1993)، لاعب كرة سلة أمريكي محترف لفريق واشنطن ويزاردز، الدوري الاميركي للمحترفين
- أوتو بلانيتا (1899–1934)، عسكري نازي نمساوي من القوات الخاصة النازية، اغتال المستشار النمساوي إنغلبرت دولفوس
- أوتو بلاث (1885–1940)، والد الشاعرة الأمريكية سيلفيا بلاث، وعالم حشرات.
- أوتو بوهلا (1899–1941)، مصارع إستوني
- أوتو بريمنغر (1905–1986)، مخرج أفلام أمريكي نمساوي مجري المولد.
- أوتو ريهاغل (مواليد 1938)، مدرب كرة قدم ألماني
- أوتو سيجفريد رويتر (1876–1945)، منظر أيديولوجي ألماني
- أوتو سوتر سارتو (1884–1958)، ممثل ألماني
- أوتو شيف (1889–1956)، بطل سباحة أولمبي نمساوي
- أوتو شيلي (من مواليد 1932)، سياسي ألماني
- أوتو شميت (لاعب هوكي الحقل) (مواليد 1965)، حارس مرمى هوكي الحقل أرجنتيني.
- أوتو سكورزيني (1908–1975)، من القوات الخاصة النازية، نمساوي المولد.
- أوتو زون - ريتيل (1877–1949)، رسام ألماني وعالم حرشفيات الأجنحة .
- أوتو سوجلو (1900–1975)، رسام كاريكاتير أمريكي
- أوتو ستراندمان (1875–1941)، سياسي إستوني، رئيس الوزراء الأسبق
- أوتو تيف (1889–1976)، سياسي إستوني، قائد عسكري، محامٍ، رئيس الوزراء الأسبق.
- أوتو فان فيرشوير (1927–2014)، سياسي هولندي
- أوتو كريستيان أرشيبالد فون بسمارك (1897–1975)، سياسي ودبلوماسي ألماني.
- أوتو فون بسمارك (1815–1898)، رجل دولة بروسي/ألماني
- أوتو فون هابسبورغ (1912–2011)، رئيس عائلة هابسبورغ فرع اللورين الملكية من 1922 إلى 2007
- أوتو فالكس (ولد في 1948)، ممثل كوميدي وممثل ألماني
- أوتو فاغنر (1841–1918)، مهندس معماري نمساوي
- أوتو وال (1879–1963)، حاصل على ميدالية سباحة أولمبية أمريكية نمساوية المولد وقاعة المشاهير
- أوتو ف. والتر (1928–1994)، صحفي ومؤلف وناشر سويسري
- أوتو وارمبير (1994–2017)، طالب أمريكي مسجون في كوريا الشمالية
- أوتو فايننجر (1880–1903)، فيلسوف مسيحي نمساوي
- أوتو ماكسيميليانو بيريرا دي كورديرو فيريرا (مواليد 1968)، مغني وكاتب أغاني وعازف طبول ومقدم برامج تلفزيوني برازيلي.
- أوتو فيتشترل (1913–1998)، كيميائي تشيكي، اشتهر باختراعه العدسات اللاصقة اللينة الحديثة.
- أوتو س. وولفبيس (من مواليد 1947)، أستاذ الكيمياء التحليلية والكيمياء البينية في جامعة ريغنسبورغ